# Софійський університет імені Святого Климента Охридського (станція метро)
Софійський університет імені Святого Климента Охридського (болг. Софийски университет Св. Климент Охридски) — спільна станція Першої та Четвертої ліній Софійського метрополітену, відкрита 8 вересня 2009 року. Розташована у парковій частині Борисового саду (історична назва парку) навпроти Софійського університету.

## Історія
Будівництво центральної ділянки Першої лінії Софійського метрополітену зазнало несподіваних труднощів: ділянка проходить через історичний центр Софії, крізь археологічні шари, в небезпечній близькості з історичними будівлями, які є архітектурними пам'ятками і довелося відкрити другий радіус лінії 8 травня 2009, не з'єднавши його з першим радіусом. Таким чином, кілька місяців обидві частини лінії діяли автономно.

## Місцезнаходження і вестибюлі
Станція розташована в парковій частині Борисового саду (іст. назва парку) навпроти будівлі Ректорату Софійського університету.
Перед відкриттям станції, у підземному переході, що знаходиться біля університету зроблено капітальний ремонт, під час якого довелося перенести несучі конструкції, що стояв на коліях одного з тунелів. У переході знаходиться західний вестибюль станції. Таким чином підземний перехід залишається поза платною частиною станції. Через нього прямує пасажиропотік з бульвару Царя Визволителя і бульвару Васіла Левського, так і численні студенти з університету.
Східний вестибюль знаходиться в парковій частині, біля пам'ятника Радянській армії. На виході з нього споруджено траволатор в переході, який пов'язує станцію і транспортний вузол на Орловому мосту (болг. Орлов мост), що знаходиться біля університету.
З двох сторін платформи споруджені виходи, на яких стоять чотири ескалатори, сходи і ліфти для громадян з обмеженими можливостями.

## Галерея

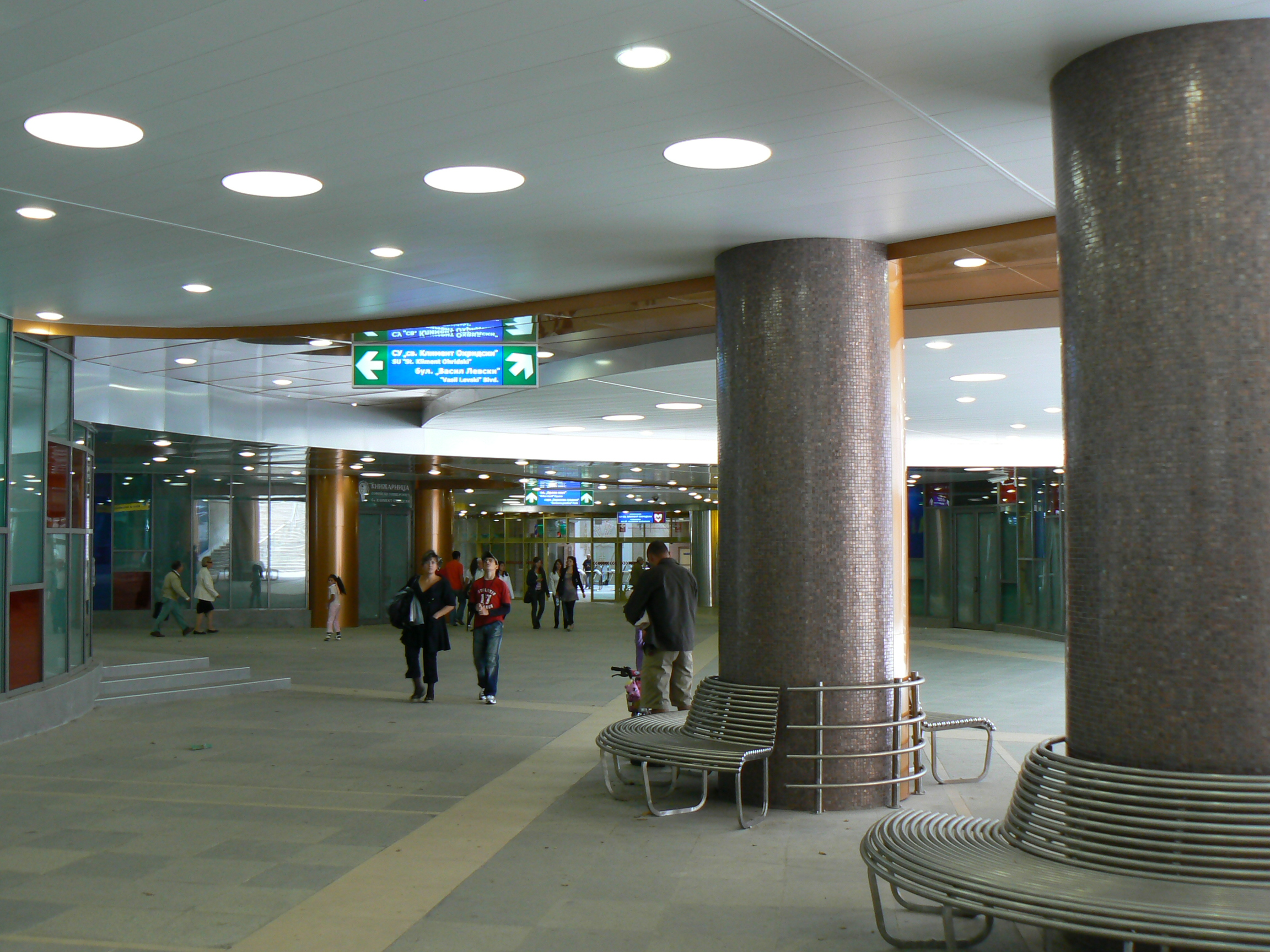
Підземний перехід з вестибюлем перед Ректоратом Софійського університету
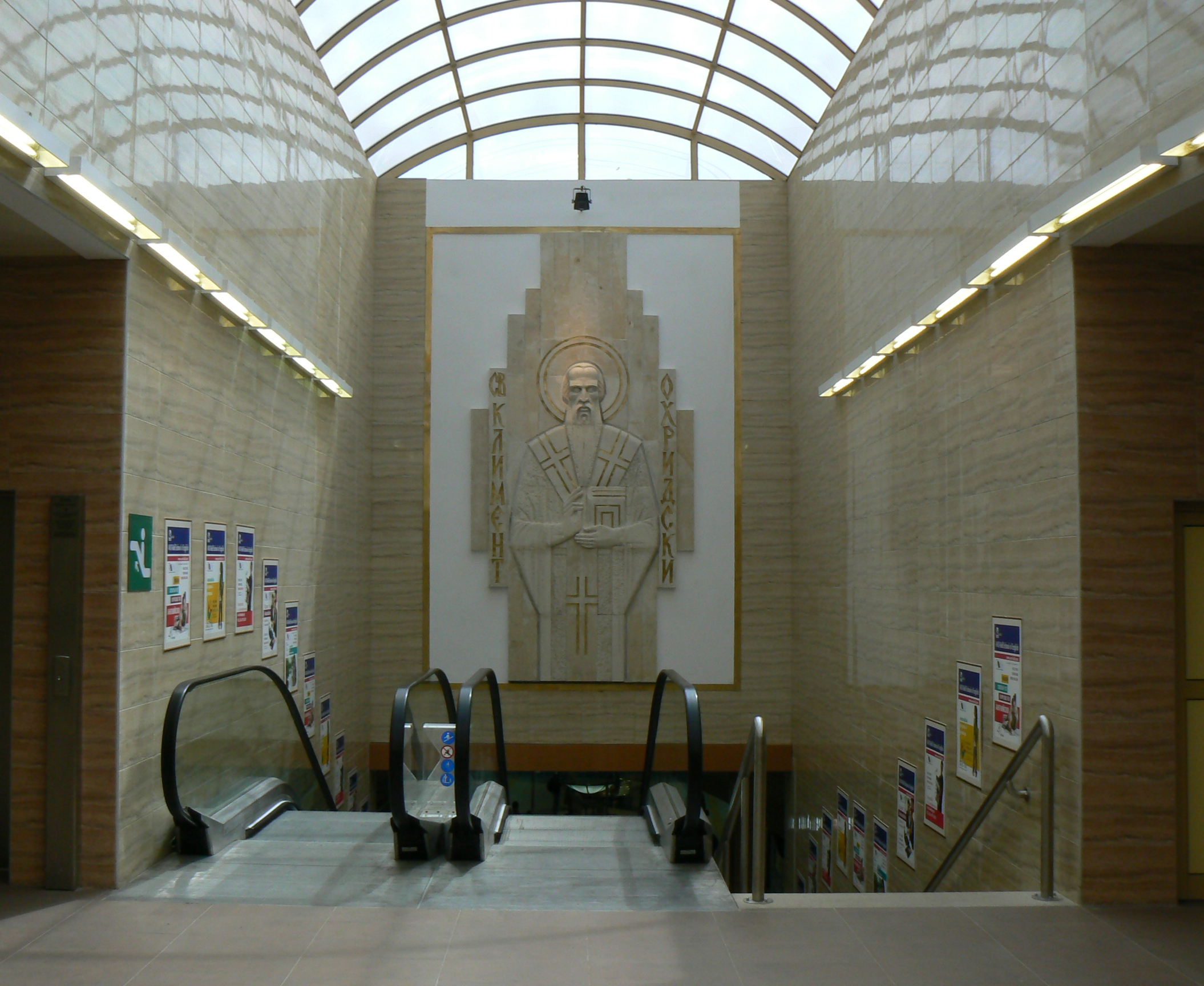
Вхід на станцію з боку Ректорату Софійського університету
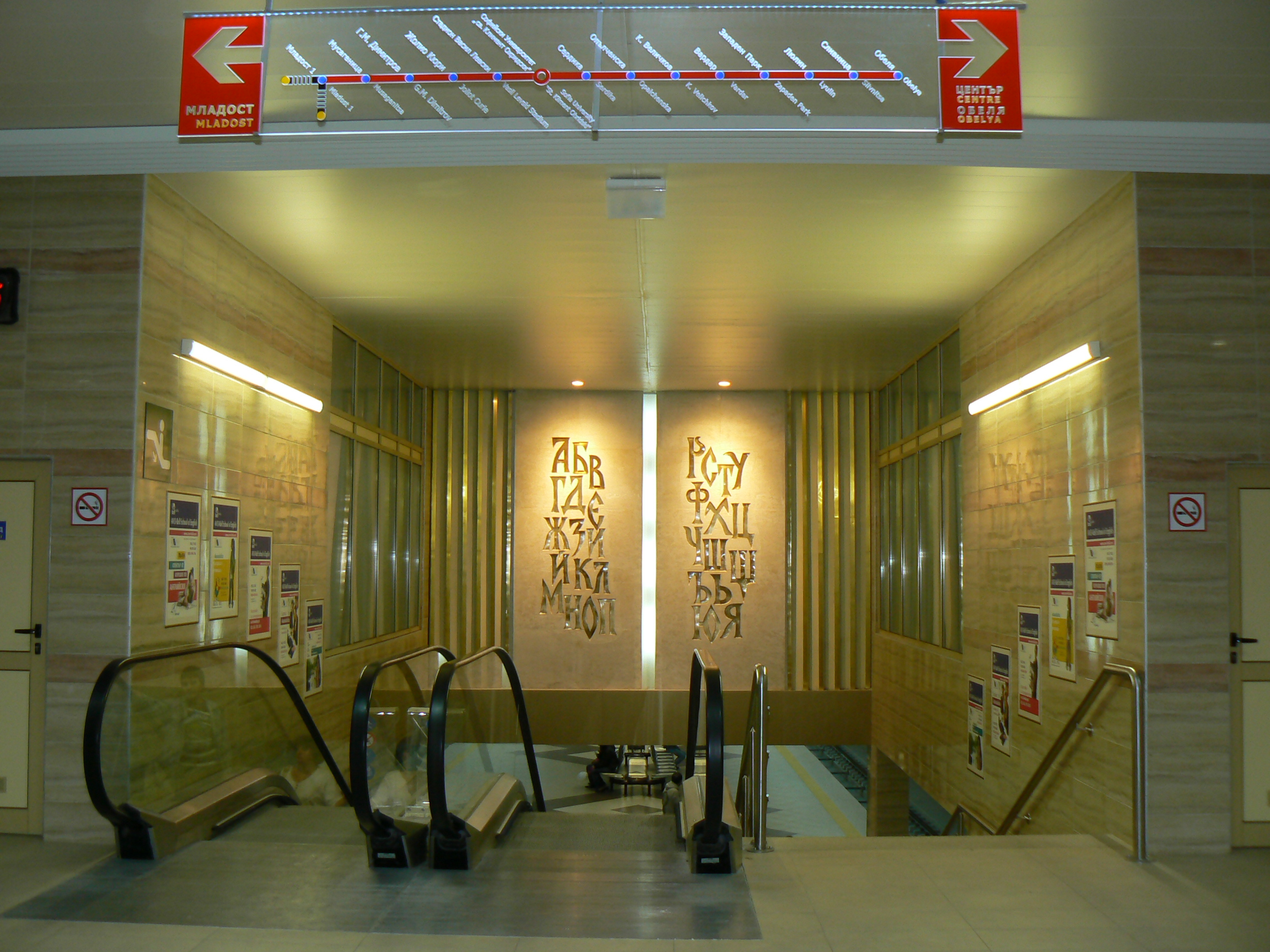
Вхід на станцію з боку Орлиного мосту
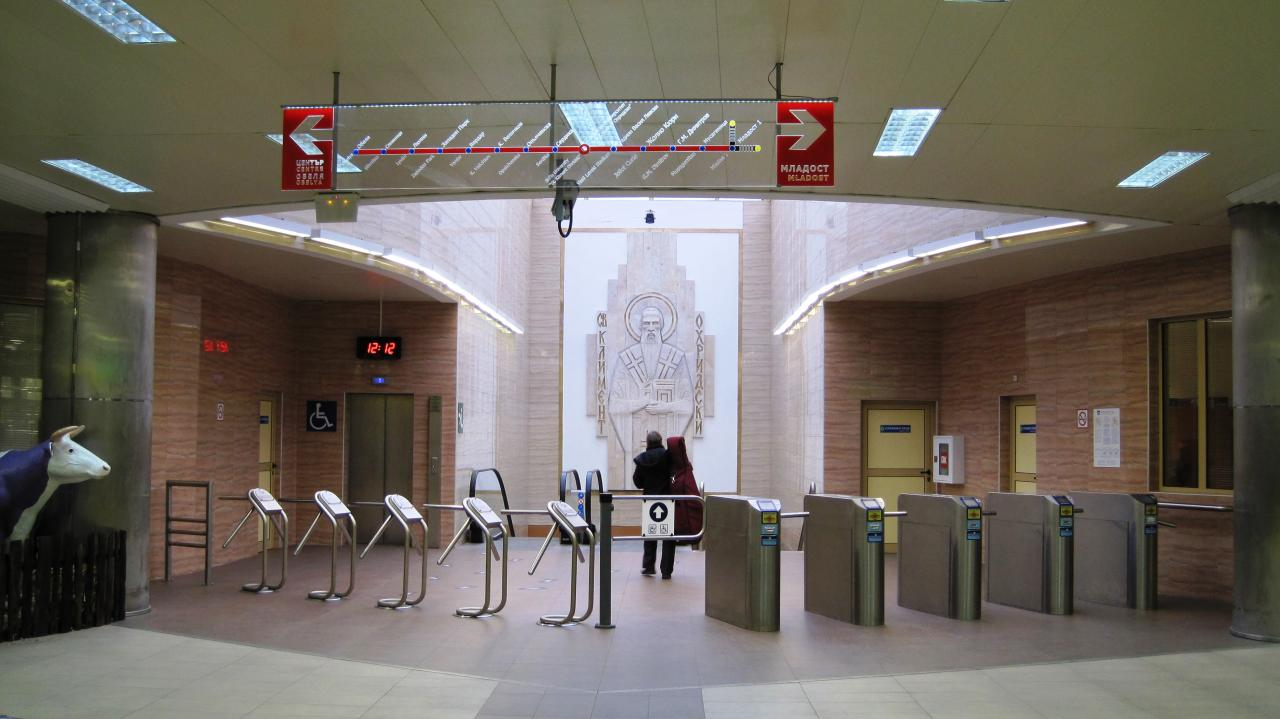
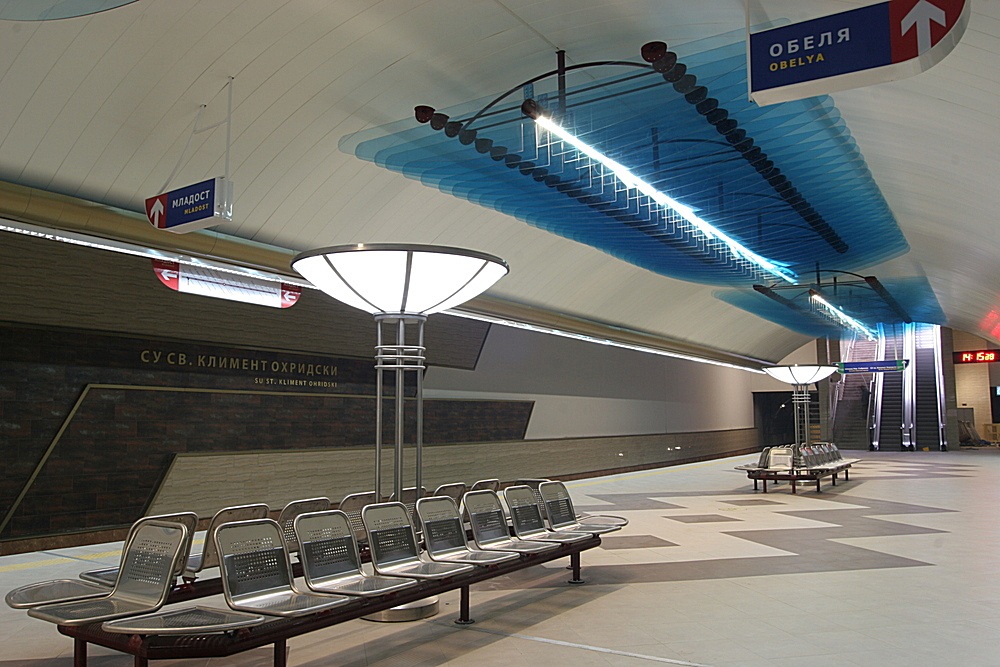
Перон